# ديفيد تيمور
ديفيد تيمور (بالسويدية: David Teymur؛ مواليد 1 مايو 1989) هو مقاتل فنون القتال المختلطة سويدي.

## وصلات خارجية
- ديفيد تيمور على موقع يو إف سي (الإنجليزية)
- ديفيد تيمور على موقع شيردوغ (الإنجليزية)
- ديفيد تيمور على موقع IMDb (الإنجليزية)